# Daniel Tchuř
Daniel Tchuř (Ostrava, 1976. augusztus 8. –) cseh labdarúgó.

## Pályafutása
Az FC Vítkovice csapatában nevelkedett, majd 2000 őszén igazolt a Slavia Prahához. A 2001-2002-es idényben a Mladá Boleslav játékosa volt, majd Magyarországra, az Újpest csapatához igazolt. A budapesti lila-fehér klub színeiben tizennégy bajnokit játszott. 2004-ben a szlovák Artmedia Petržalka játékosa lett, akikkel bajnoki címet szerzett, a 2005-06-os szezonban pedig pályára lépett a Bajnokok Ligája főtábláján. 2007-ben a Baník Ostrava, 2010-ben az MFK Karviná játékosa lett. Ezt követően pályafutása befejezéséig alsóbb osztályú csapatokban játszott. U17-es és U18-as cseh utánpótlás válogatott volt.